# Julius Thornberg
Julius Carl Ferdinand Thornberg, född 13 augusti 1883 i Helsingør, död 7 september 1945 i Köpenhamn, var en dansk violinist. 
Thornberg tillbringade flera år i utlandet på studie- och konsertresor och blev 1910 konsertmästare vid Berlinfilharmonikerna. Denna tjänst lämnade han under första världskriget och blev medlem av Det Kongelige Kapel, där han tidigare hade varit anställd (1901–05) och där han blev konsertmästare 1930. Dessutom framträdde han ofta som konsertmusiker.